# بيلي والش (لاعب كرة قدم)
بيلي والش (بالإنجليزية: Billy Walsh)‏ (7 أكتوبر 1975 في الولايات المتحدة - ) هو مدرب كرة قدم ولاعب كرة قدم أمريكي في مركز الوسط، شارك في الألعاب الأولمبية الصيفية 1996. وشارك مع منتخب الولايات المتحدة لكرة القدم. أما مع النوادي، فقد لعب مع شيكاغو فاير ونيويورك ريد بولز وGeneration Adidas ‏.

## وصلات خارجية
- بيلي والش على موقع الدوري الأمريكي (الإنجليزية)
- بيلي والش على موقع قاعدة بيانات كرة القدم.إي يو (الإنجليزية)
- بيلي والش على موقع ناشيونال فوتبول تيمز (الإنجليزية)
- بيلي والش على موقع أوليمبيديا (الإنجليزية)